# Cavagnago
Cavagnago is een plaats en voormalige gemeente in het Zwitserse kanton Ticino en maakt deel uit van het district Leventina.
Cavagnago telt 93 inwoners.

## Geschiedenis
Op 1 april 2012 ging de Cavagnago op in de gemeente Faido.